# Kerry Washington

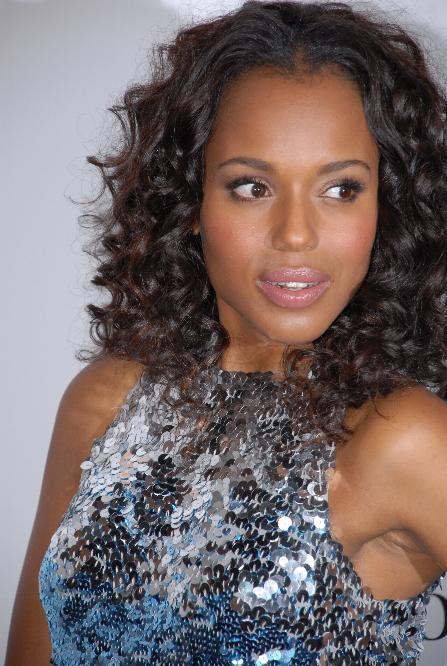

Kerry Marisa Washington (New York, 31 januari 1977) is een Amerikaans actrice. Ze werd in 2005 genomineerd voor een Golden Satellite Award voor haar rol in Ray, maar twee jaar later won ze een Razzie Award voor Little Man.
Washington was in 1994 voor het eerst op televisie te zien in een ABC Afterschool Special, een verhalende reeks uitzendingen met een boodschap voor opgroeiende jeugd. Haar filmdebuut volgde in 2000, toen ze te zien was in zowel Our Song als 3D. Sindsdien schreef Washington voornamelijk filmrollen op haar naam. Op televisie was ze te zien in vijf afleveringen van 100 Centre Street (2001) en eveneens in vijf afleveringen van Boston Legal (als Chelina Hall, 2005-06). Daarnaast had Washington eenmalige gastrolletjes in onder meer NYPD Blue, Law & Order en The Guardian. Van 2012 tot 2017 speelde ze de hoofdrol in de serie Scandal. In 2024 kreeg Washington een ster op de Hollywood Walk of Fame.

## Filmografie
- The Prom (2020)
- American Son (2019)
- Cars 3 (2017, stem)
- Confirmation (2016, televisiefilm)
- Django Unchained (2012)
- A Thousand Words (2011)
- Night Catches Us (2010)
- For Colored Girls (2010)
- Mother and Child (2010)
- The People Speak  (2009, documentaire)
- Life Is Hot in Cracktown (2009)
- Lakeview Terrace (2008)
- Miracle at St. Anna (2008)
- Woman in Burka (2008)
- Fantastic Four: Rise of the Silver Surfer (2007)
- Put It in a Book (2007)
- I Think I Love My Wife (2007)
- The Dead Girl (2006)
- The Last King of Scotland (2006)
- Little Man (2006)
- Wait (2005)
- Fantastic Four (2005)
- Mr. & Mrs. Smith (2005)
- Sexual Life (2005)
- Ray (2004)
- She Hate Me (2004)
- Strip Search (2004, televisiefilm)
- Against the Ropes (2004)
- Sin (2003)
- The Human Stain (2003)
- The United States of Leland (2003)
- Bad Company (2002)
- Take the A Train (2002)
- Lift (2001)
- Save the Last Dance (2001)
- 3D (2000)
- Our Song (2000)